# Drapeau du Costa Rica
Le drapeau du Costa Rica a été officiellement adopté le 27 novembre 1906. Il est dérivé de l'ancien drapeau du pays datant de 1848.
Les armoiries du Costa Rica sont incluses sur le drapeau d'état (ce qui n'est pas le cas sur le drapeau national et civil).
En 1848, en hommage à l'activité révolutionnaire en Europe, il a été décidé d'incorporer les couleurs françaises dans le drapeau national. Le 29 septembre 1848, un nouveau design distinctif a été créé à la suggestion de Pacífica Fernández Oreamuno (en), l'épouse du président José María Castro Madriz. Admiratrice de la France, berceau de la révolution de 1848, elle recommanda l'ajout d'une bande rouge au drapeau. Ce drapeau de base a continué à être utilisé depuis lors. Cependant, les armoiries qui apparaissent sur le drapeau utilisé par le gouvernement ont été légèrement modifiées en 1906 et 1934 et, plus récemment, le 21 octobre 1964.
Choix des couleurs et leurs symboles :
- Le bleu représente le ciel, les opportunités, l'idéalisme, la persévérance, l'éternité, la pensée intellectuelle, ainsi que les idéaux élevés. De plus, le bleu correspond aux deux océans qui bordent le Costa Rica à l'ouest et à l'est.
- Le blanc symbolise la paix, la sagesse, le bonheur, et la beauté du ciel.
- Le rouge évoque le sang versé par les indépendantistes ainsi que la générosité, la chaleur, et la joie de vivre du peuple costaricien.

## Anciens drapeaux
Durant sa période coloniale, le Costa Rica était une province méridionale de la Capitainerie générale du Guatemala, faisant partie de la vice-royauté de la Nouvelle-Espagne, mais possédait une large autonomie de l'Empire espagnol. Jusqu'en 1823, les territoires actuels du Costa Rica étaient ornés de drapeaux espagnols et mexicains.
En 1823, le Costa Rica rejoint la République fédérale d'Amérique centrale (initialement appelée Provinces unies d'Amérique centrale), un État souverain d'Amérique centrale qui reprenait les territoires de l'ancienne Capitainerie générale du Guatemala. Une république démocratique a alors existé de juillet 1823 à 1841. Pendant cette période, le Costa Rica utilisait le drapeau de la République fédérale d'Amérique centrale, avec des variations telles que l'ajout des armoiries du Costa Rica.
Lorsque la république fédérale d'Amérique centrale a été dissoute en 1841, le Costa Rica a de nouveau adapté des variations sur l'ancien drapeau.

Drapeau du Costa Rica de septembre 1821 au 6 juin 1823.
Drapeau du Costa Rica du 6 juin 1823 au 4 mars 1824.
Drapeau de la République fédérale d'Amérique centrale du 4 mars au 2 novembre 1824.
Drapeau du Costa Rica (Provinces unies d'Amérique centrale) du 2 au 22 novembre 1824.
Drapeau du Costa Rica (République fédérale d'Amérique centrale) du 22 novembre 1824 au 15 novembre 1840.
Drapeau du Costa Rica du 21 avril 1840 au 20 avril 1842.
Drapeau du Costa Rica de septembre 1842 au 12 novembre 1848.
Drapeau du Costa Rica du 12 novembre 1848 au 27 novembre 1906.